# Abdoulaye Nicanor Njiawouo
Abdoulaye Nicanor Njiawouo (1929-2023) est une figure marquante du nationalisme camerounais et l'un des principaux dirigeants du comité révolutionnaire de l'Union des Populations du Cameroun (UPC). 
Né dans une famille musulmane de Foyet, un village à ving kilomètres de Foumban, il joue un rôle clé dans les luttes pour l’indépendance et la libération du Cameroun, tout en développant la théorie du « panafricanisme des temps nouveaux ».

## Biographie

### Jeunesse et éducation
Abdoulaye Njiawouo voit le jour en 1929 au sein du peuple Bamoun. Il effectue des études primaires à l’école de la mission protestante de Njissé, à Foumban. Il est contraint de changer de prénom et de religion pour devenir Nicanor Njiawouo. Élève brillant, il est major de la région au Certificat d'Études Primaires Élémentaires (CEPE) en 1945. Il peut alors poursuivre ses études secondaires au prestigieux lycée Leclerc de Yaoundé.
Il y obtient le BEPC, puis un baccalauréat option sciences expérimentales en 1952, aux côtés de William Eteki Mboumoua, futur diplomate. Durant cette période, il s’initie aux idées nationalistes de l’UPC sous l’influence de camarades tels qu’Abolo Gabriel, militant syndicaliste et politique engagé.

### Engagement politique et rôle dans l'UPC
En 1952, Njiawouo Nicanor mène une grève d'envergure au lycée Leclerc, marquant ses débuts dans la lutte politique. Grâce à l’obtention d’une bourse coloniale, il poursuit ses études supérieures en France, d'abord la biologie à l'université de Clermont-Ferrand, puis à la Sorbonne. Parallèlement à ses études, il milite activement au sein de la première section de l’UPC en France, qu’il contribue à fonder. Il s’investit également dans des organisations étudiantes telles que  l'Union Nationale des Étudiants du Kamerun (UNEK) et la Fédération des Étudiants d'Afrique Noire en France (FEANF).
En 1958, sollicité pour diriger le lycée Leclerc, il décline l’offre pour se consacrer à la lutte pour l’indépendance. Proche de Félix Moumié, il est émissaire à Rabat, au Maroc, pour coordonner les relations publiques de l’UPC, devenant ainsi le représentant permanent du parti dans ce pays. Sous la protection de Mohammed V, il occupe une fonction essentielle, assimilée à celle de « ministre des Affaires étrangères » de l’UPC. Avec Félix Moumié, il théorise le « panafricanisme des temps nouveaux », une vision unitaire pour l’émancipation du continent africain.
Après l’assassinat de Félix Moumié en 1960, Njiawouo rejoint le comité révolutionnaire de l’UPC formé à Accra en 1962, aux côtés de figures comme Ernest Ouandié et Abel Kingué. Cependant, les divisions internes entre factions « prochinoises » et « prosoviétiques » affaiblissent le mouvement, accentuant la répression et les exils forcés.

### Exil et retour au Cameroun
Nicanor Njiawouo commence un long voyage d'exil qui l'amène en Algérie, au Soudan, où il obtient un doctorat, et en République Centrafricaine, où Maître Aboubacar Mounpain l'accueille. Durant cette période, il multiplie les rencontres avec des figures politiques majeures telles que Nelson Mandela, Patrice Lumumba, Kwame Nkrumah, et Sékou Touré, contribuant à diffuser sa théorie panafricaniste.
Il rentre définitivement au Cameroun en 2007, après plus que 40 ans passés à l’étranger. Animé par le désir de transmettre son expérience, il consacre ses dernières années à raconter l’histoire du nationalisme camerounais et à promouvoir les principes du « panafricanisme des temps nouveaux ».

### Héritage et décès
Pacifiste convaincu, Njiawouo croyait fermement en l'unité africaine comme fondement de la paix et du développement. Il attribuait à des figures comme Félix Moumié, Nelson Mandela et Mouammar Kadhafi la mise en pratique des idéaux qu’il défendait.
Nicanor Njiawouo meurt le 19 décembre 2023, chez son fils Moïse, à Foumban. Son décès marque la disparition d’un témoin majeur des luttes pour l’indépendance et d’un fervent défenseur du panafricanisme. Il laisse un héritage intellectuel et politique significatif.